# Joosu

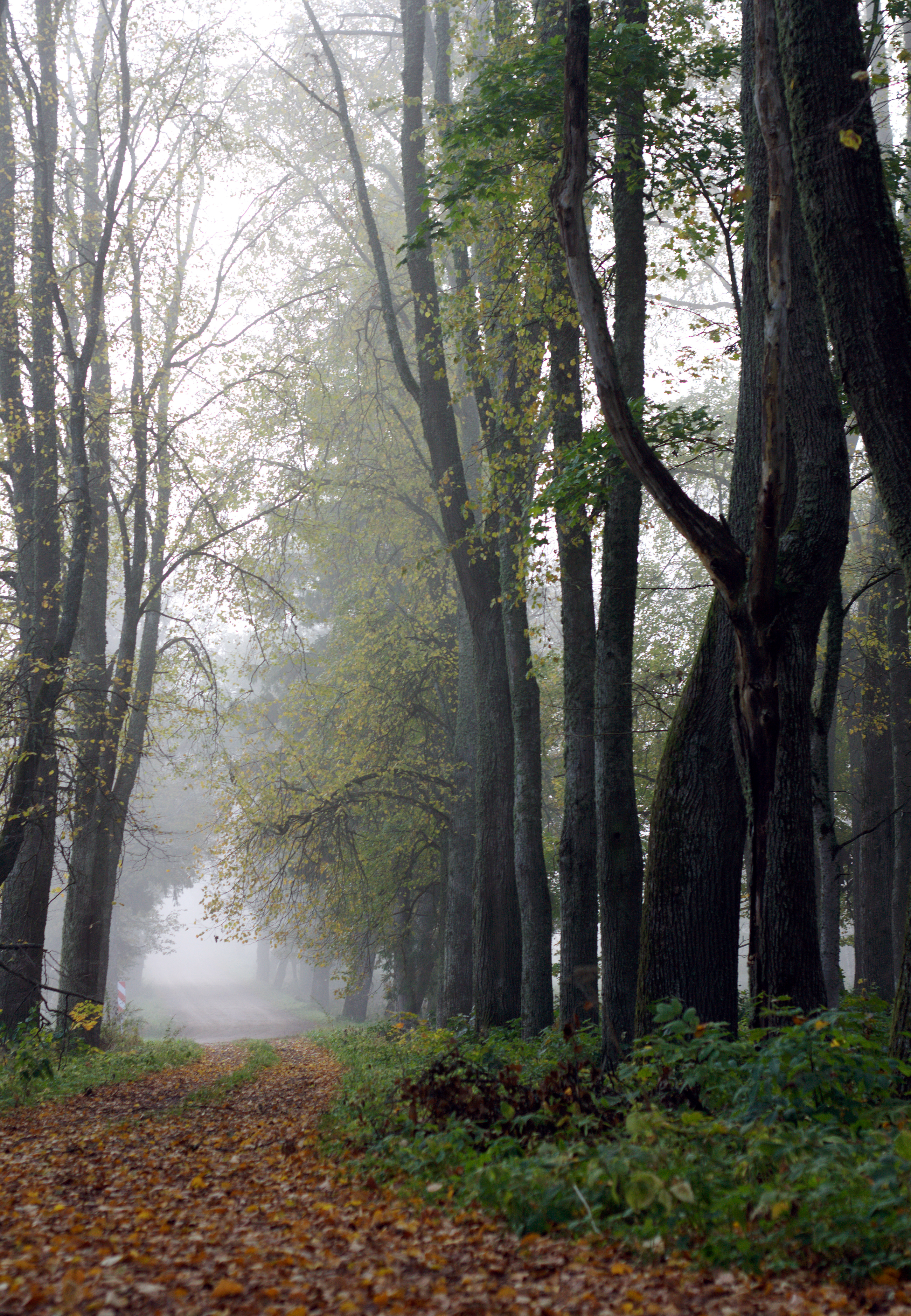
Ancienne allée d'honneur menant au manoir

Joosu est un ancien village estonien appartenant à la commune de Laheda dans le comté de Põlva. C'est aujourd'hui un petit lieu-dit autour des ruines de l'ancien domaine seigneurial. Depuis 2017, il fait partie de la commune de Põlva.

## Histoire
Le domaine de Waimel-Neuhof a été formé en 1730 en se détachant du domaine d'Alt-Waimel (aujourd'hui Väimela). Il appartient d'abord à la famille von Müller, puis à la famille von Brömsen et enfin aux barons von Budberg (de). Ferdinand von Wrangel y est venu.
Le petit manoir est construit au XVIIIe siècle, dont il ne reste aujourd'hui que des ruines manoir. On remarque encore les allées d'arbres qui sillonnent l'ancien parc et dont l'une mène au manoir.
Le village portait le nom du domaine jusqu'en 1938, quand il a pris son nom actuel.